# Amensalisme

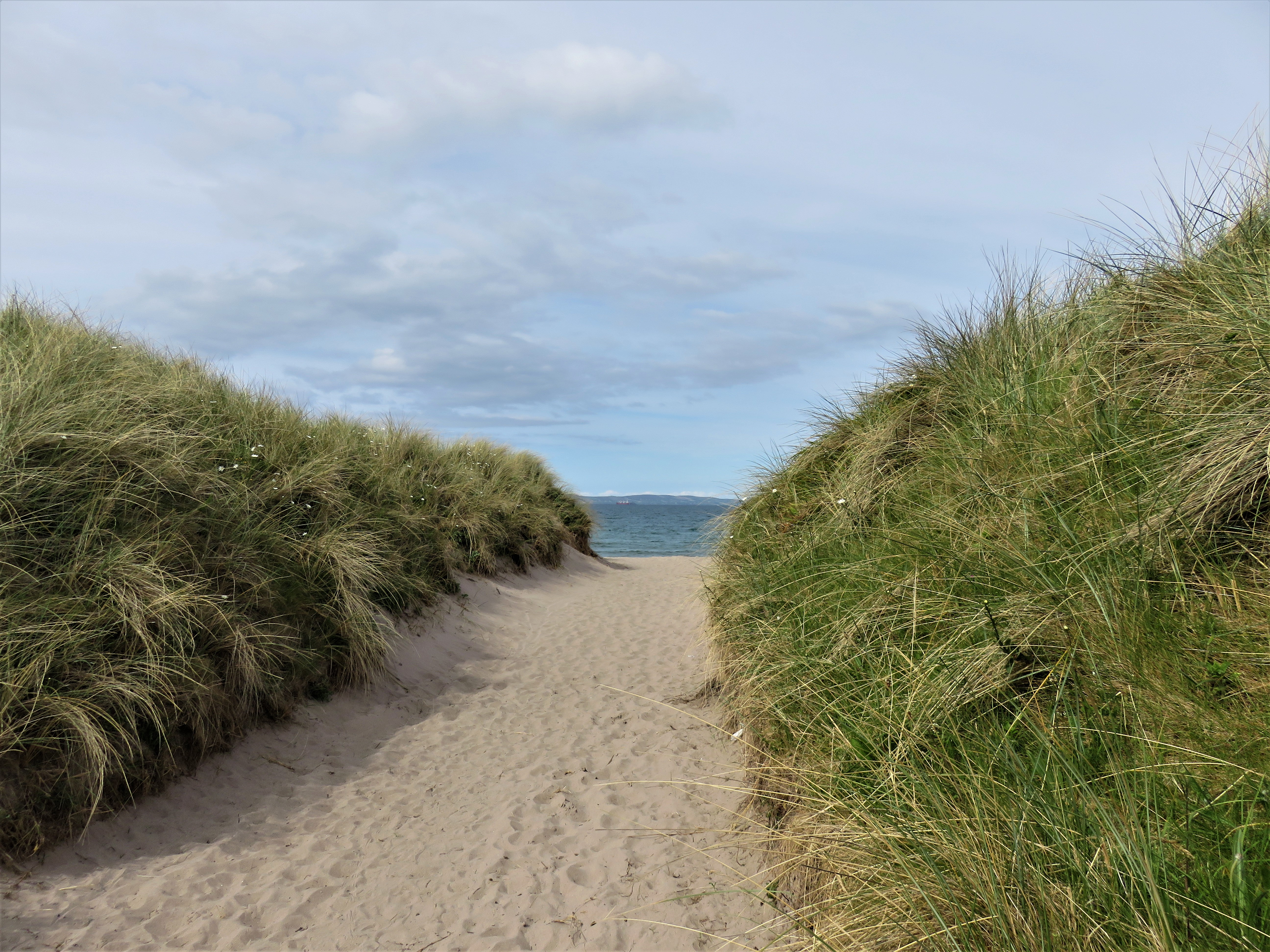
Le piétinement de l'Oyat (Ammophila arenaria) par les marcheurs sur les dunes de Bretagne est un exemple d'amensalisme par compétition.

L'amensalisme est une interaction biologique entre plusieurs partenaires (de même espèce ou d'espèces différentes) qui se révèle négative (en termes de valeur sélective) pour l'un des partenaires alors qu'elle est neutre pour l'autre partenaire, c'est-à-dire qu'elle n'implique ni coût, ni bénéfice. Ainsi, une espèce inhibe le développement de l’autre, alors que celle-ci n'a pas d'implication sur la première. Cette interaction est le plus souvent observée chez les espèces végétales.
Il existe deux modes fondamentaux d'amensalisme : 
- la compétition, dans laquelle un organisme plus grand ou plus fort prive un organisme plus petit ou plus faible de ses besoins vitaux tels que sa nourriture et son espace vital[2].
- l'allélopathie, dans laquelle un organisme inhibe le développement d'une espèce ou la tue par la production de composés dits allélochimiques[2],[3]. Par exemple, la moisissure Penicillium notatum exerce une pression sur certaines bactéries grâce à sa sécrétion nommée pénicilline ; ou encore la production de juglone de la part du Noyer détruit de nombreuses plantes autour de lui[2].